# Station Nijvel
Station Nijvel is een spoorwegstation langs spoorlijn 124 (Brussel - Charleroi) in de Waals-Brabantse stad Nijvel (Frans: Nivelles). Oorspronkelijk had het station van Nijvel drie perronsporen, met daar naast een doodlopend kopspoor C, komende van de kant van Eigenbrakel. In het kader van het Gewestelijk ExpresNet kreeg het station Nijvel twee kopsporen erbij. In plaats van deze sporen A en B te noemen, werden deze sporen aangeduid met nummers één en twee. Spoor C was voortaan spoor drie en de oorspronkelijke sporen één tot en met drie werden sporen vier tot en met zes.

## Treindienst
| Serie       | Treinsoort             | Route                                                                                                  | Bijzonderheden |
| ----------- | ---------------------- | --- | --- |
| IC 05       | Intercity (NMBS)       | Charleroi-Centraal – Nijvel – Brussel-Zuid – Antwerpen-Centraal – Antwerpen-Luchtbal                   | Rijdt alleen op werkdagen. |
| IC 07       | Intercity (NMBS)       | Charleroi-Centraal – Nijvel – Brussel-Zuid – Antwerpen-Centraal – Essen                                | Rijdt alleen op werkdagen. |
| IC 31       | Intercity (NMBS)       | [ Charleroi-Centraal – Nijvel – ] Brussel-Zuid – Mechelen – Antwerpen-Centraal                         | In het weekend vanaf Charleroi-Centraal. |
| S 1         | S-trein Brussel (NMBS) | Charleroi-Centraal – /Nijvel – Brussel-Zuid – Mechelen – Antwerpen-Centraal                            | Op zondag een deel Brussel-Noord - Nijvel en een deel Brussel-Zuid - Antwerpen-Centraal. Tijdens de week eerste en laatste ritten van/naar Charleroi-Centraal. |
| S 9         | GEN (NMBS)             | Landen – Leuven – Brussel-Schuman – Nijvel                                                             | Rijdt alleen op werkdagen. |
| S 19        | GEN (NMBS)             | [ Leuven – ] Brussels Airport-Zaventem – Brussel-Luxemburg – Eigenbrakel – Nijvel – Charleroi-Centraal | Rijdt in het weekend tussen Leuven en Nijvel. |
| P 7720/8720 | Piekuurtrein (NMBS)    | Jemeppe-sur-Sambre – Charleroi-Centraal – Nijvel – Brussel-Zuid – Schaarbeek                           | Rijdt alleen op werkdagen. |

## Galerij

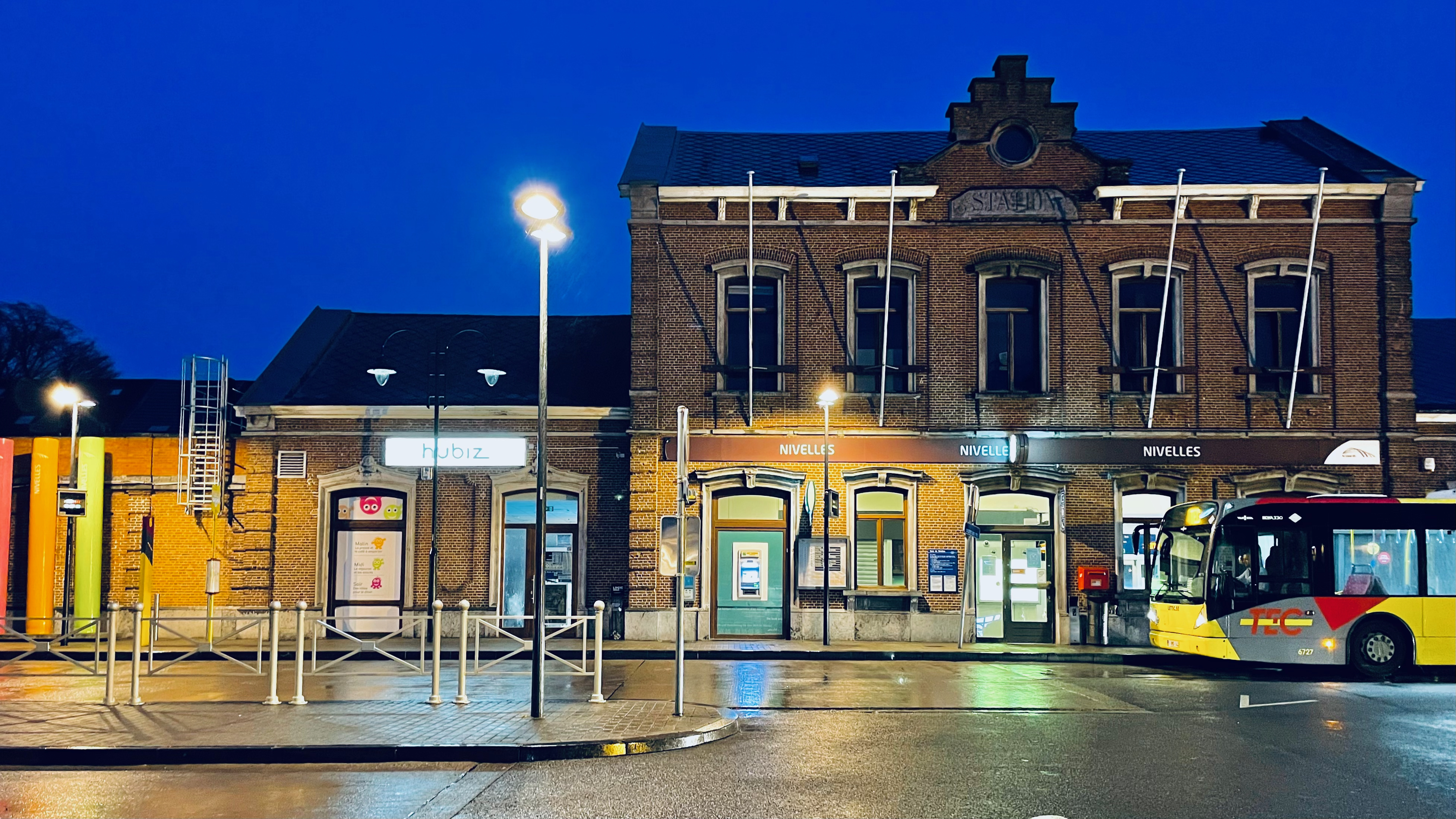
Oude stationsgebouw
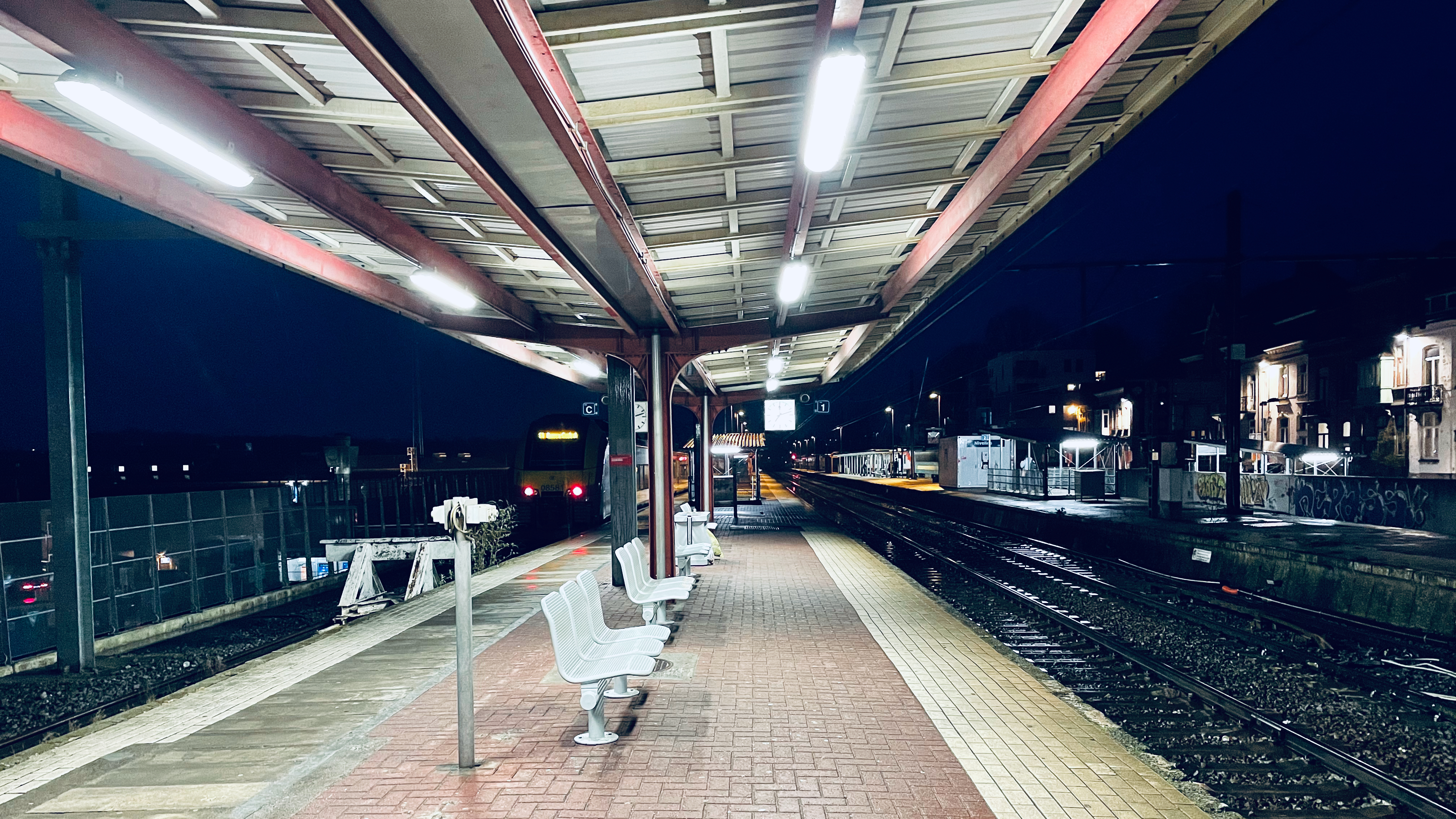
Zicht op het perron
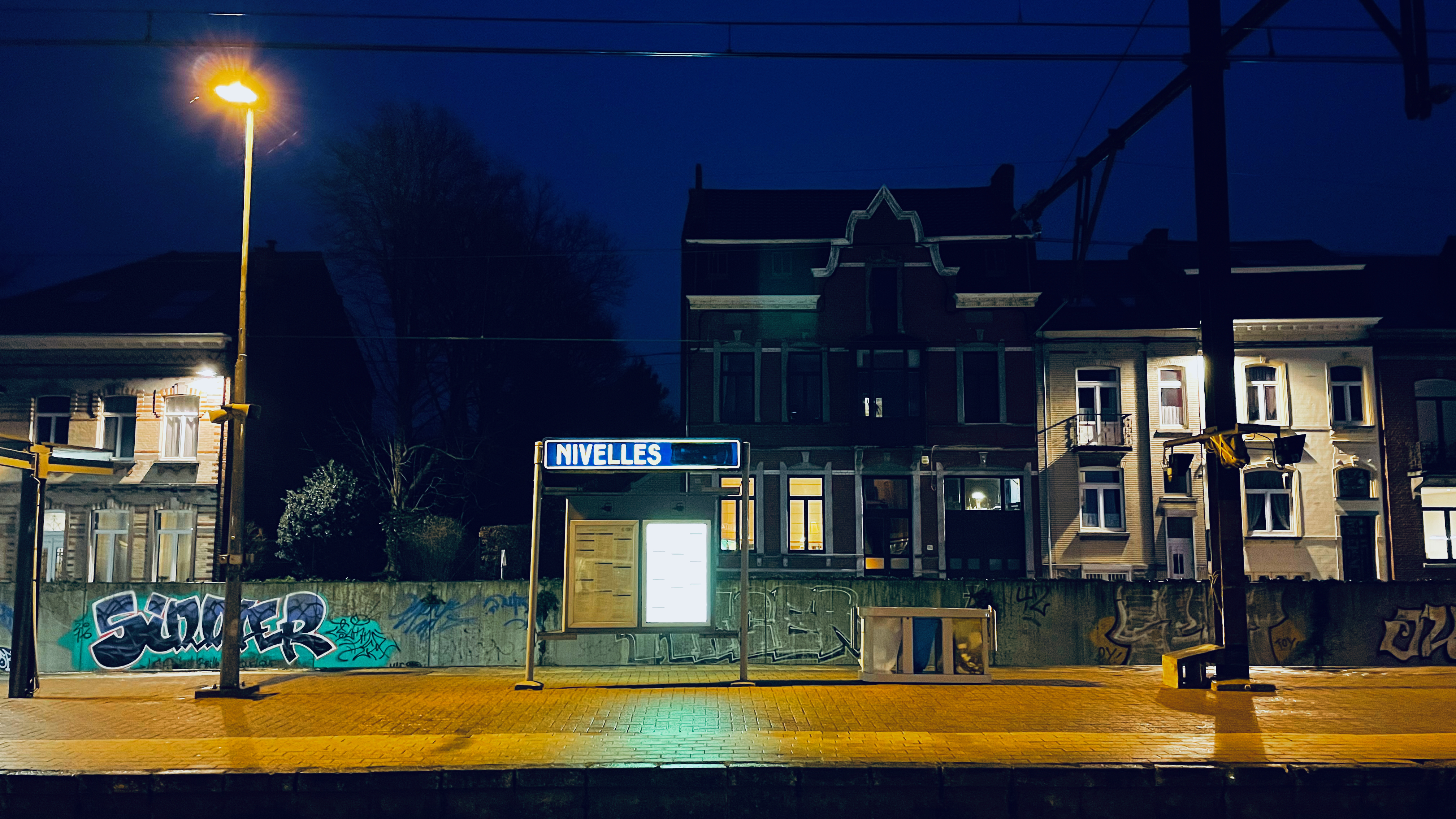
Plaatsnaambord
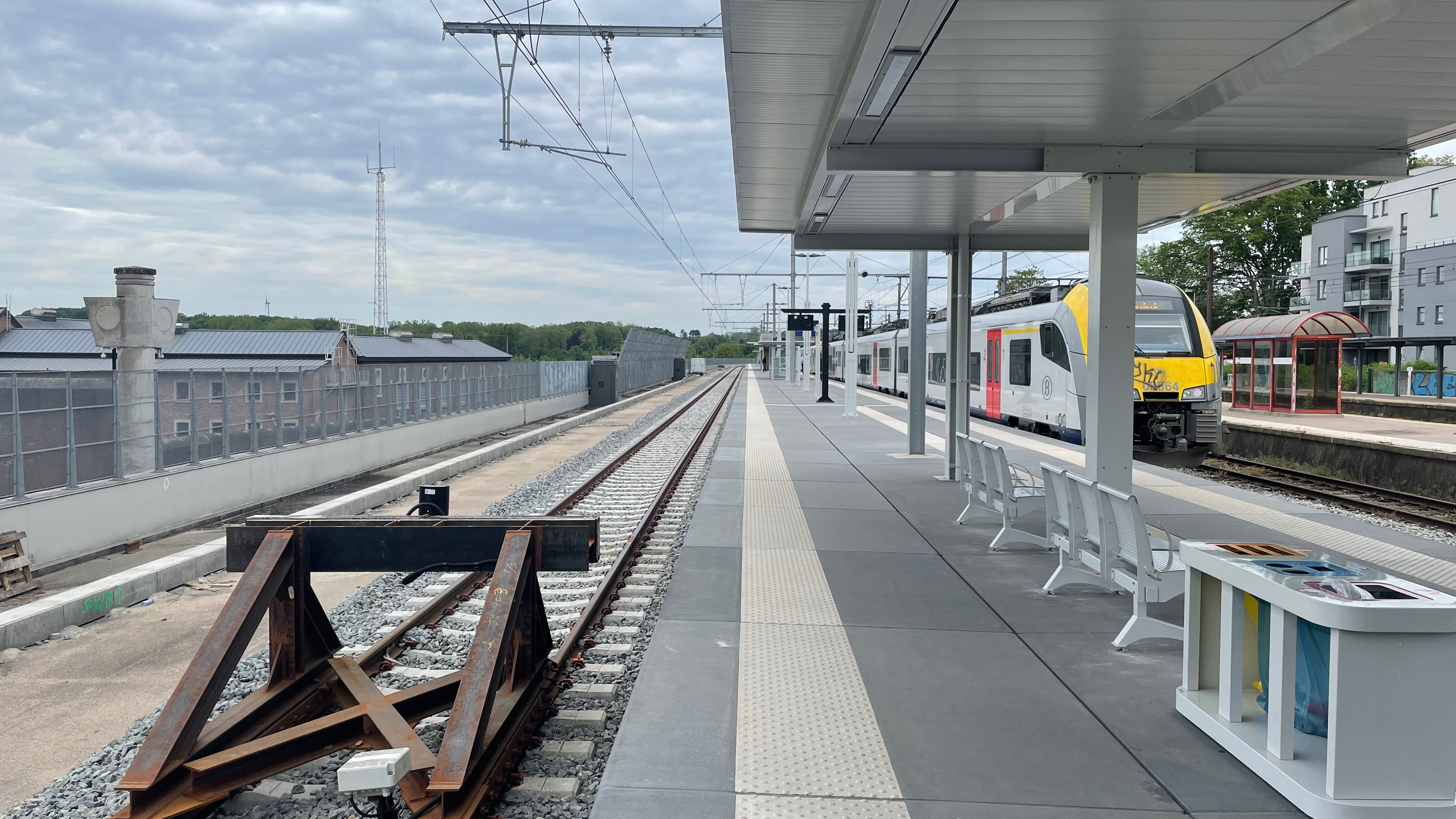
Het nieuwe perron

## Reizigerstellingen
De grafiek en tabel geven het gemiddeld aantal instappende reizigers weer op een week-, zater- en zondag.
| Tabel: aantal instappende reizigers station Nijvel | Tabel: aantal instappende reizigers station Nijvel | Tabel: aantal instappende reizigers station Nijvel | Tabel: aantal instappende reizigers station Nijvel |
|                                                    | Weekdag                                            | Zaterdag                                           | Zondag                                             |
| -------------------------------------------------- | -------------------------------------------------- | -------------------------------------------------- | -------------------------------------------------- |
| 1977                                               | 5 220                                              | 1 352                                              | 739                                                |
| 1978                                               | 4 512                                              | 1 091                                              | 624                                                |
| 1979                                               | 4 427                                              | 1 198                                              | 749                                                |
| 1980                                               | 5 058                                              | 902                                                | 697                                                |
| 1981                                               | 5 147                                              | 1 042                                              | 718                                                |
| 1982                                               | 5 120                                              | 943                                                | 712                                                |
| 1983                                               | 5 180                                              | 1 150                                              | 752                                                |
| 1984                                               | 5 818                                              | 1 438                                              | 1 271                                              |
| 1985                                               | 4 973                                              | 1 384                                              | 1 259                                              |
| 1986                                               | 4 625                                              | 1 377                                              | 837                                                |
| 1987                                               | 4 937                                              | 1 356                                              | 943                                                |
| 1988                                               | 4 374                                              | 1 140                                              | 822                                                |
| 1989                                               | 4 837                                              | 1 194                                              | 903                                                |
| 1990                                               | 3 432                                              | 1 082                                              | 773                                                |
| 1991                                               | 3 767                                              | 1 107                                              | 774                                                |
| 1992                                               | 4 737                                              | 1 150                                              | 771                                                |
| 1993                                               | 4 175                                              | 913                                                | 730                                                |
| 1994                                               | 4 384                                              | 1 032                                              | 1 568                                              |
| 1995                                               | 3 856                                              | 879                                                | 664                                                |
| 1996                                               | 4 664                                              | 965                                                | 541                                                |
| 1997                                               | 4 647                                              | 935                                                | 738                                                |
| 1998                                               | 4 369                                              | 882                                                | 644                                                |
| 1999                                               | 3 821                                              | 874                                                | 603                                                |
| 2000                                               | 3 681                                              | 1 100                                              | 659                                                |
| 2001                                               | 4 410                                              | 1 117                                              | 653                                                |
| 2002                                               | 4 216                                              | 1 164                                              | 786                                                |
| 2003                                               | 4 602                                              | 1 158                                              | 852                                                |
| 2004                                               | 4 769                                              | 1 020                                              | 726                                                |
| 2005                                               | 4 235                                              | 1 229                                              | 752                                                |
| 2006                                               | 4 194                                              | 1 178                                              | 854                                                |
| 2007                                               | 4 548                                              | 1 200                                              | 852                                                |
| 2008                                               | -                                                  | -                                                  | -                                                  |
| 2009                                               | 4 586                                              | 1 279                                              | 869                                                |
| 2010                                               | -                                                  | -                                                  | -                                                  |
| 2011                                               | -                                                  | -                                                  | -                                                  |
| 2012                                               | 4 740                                              | 1 090                                              | 1 038                                              |
| 2013                                               | 4 428                                              | 1 156                                              | 943                                                |
| 2014                                               | 4 184                                              | 1 101                                              | 914                                                |
| 2015                                               | 4 441                                              | 903                                                | 589                                                |
| 2016                                               | 4 399                                              | 1 110                                              | 825                                                |
| 2017                                               | 4 268                                              | 1 173                                              | 897                                                |
| 2018                                               | 4 589                                              | 1 393                                              | 1 032                                              |
| 2019                                               | 4 866                                              | 1 444                                              | 902                                                |
| 2020                                               | 3 558                                              | 1 209                                              | 924                                                |
| 2021                                               | -                                                  | -                                                  | -                                                  |
| 2022                                               | 3 691                                              | 1 523                                              | 1 082                                              |
| 2023                                               | 4 485                                              | 1 258                                              | 1 011                                              |
| 2024                                               | 4 153                                              | 1 644                                              | 1 213                                              |

0,0: Brussel-Zuid ·
2,1: Vorst-Oost ·
4,0: Ukkel-Stalle ·
5,6: Ukkel-Kalevoet ·
7,8: Linkebeek ·
9,1: Holleken ·
11,4: Sint-Genesius-Rode ·
12,6: De Hoek ·
15,5: Waterloo ·
18,8: Eigenbrakel ·
23,4: Lillois ·
28,1: Baulers ·
29,3: Nijvel ·
33,6: Bois-de-Nivelles ·
37,0: Obaix-Buzet ·
40,9: Luttre ·
43,4: La Chaussée ·
46,5: Courcelles-Motte ·
48,7: Roux ·
49,5: Monceau ·
52,9: Marchienne-au-Pont ·
53,7: Marchienne-Oost ·
55,9: Charleroi-Centraal